# Horst Wenzel (Fußballspieler)
Horst Wenzel (* 2. März 1944) ist ein ehemaliger deutscher Fußballspieler.

## Werdegang
Wenzel spielte mit dem VfB Lübeck in der Regionalliga Nord, nach drei Jahren zog es Wenzel zu Arminia Bielefeld in die Regionalliga West. Gleich in seiner ersten Saison mit der Arminia glückte der Aufstieg in die Bundesliga. In den nächsten beiden Jahren absolvierte er 40 Spiele in der Bundesliga und wechselte dann zum FSV Frankfurt, für den er in der Saison 1973/74 neun Tore in 30 Regionalligaspielen erzielte. Nachdem Wenzel den Verein vom Bornheimer Hang verlassen hatte, ließ er seine Karriere bei dem hessischen Oberligisten SpVgg Bad Homburg und seinem Stammverein VfB Lübeck ausklingen.
Horst ist der Sohn des früheren Gau- und Oberligaspielers Karl Wenzel und der Bruder des ehemaligen Bundesligaspielers Rüdiger Wenzel.